# Heilig-Kreuz-Kirche (Limperich)

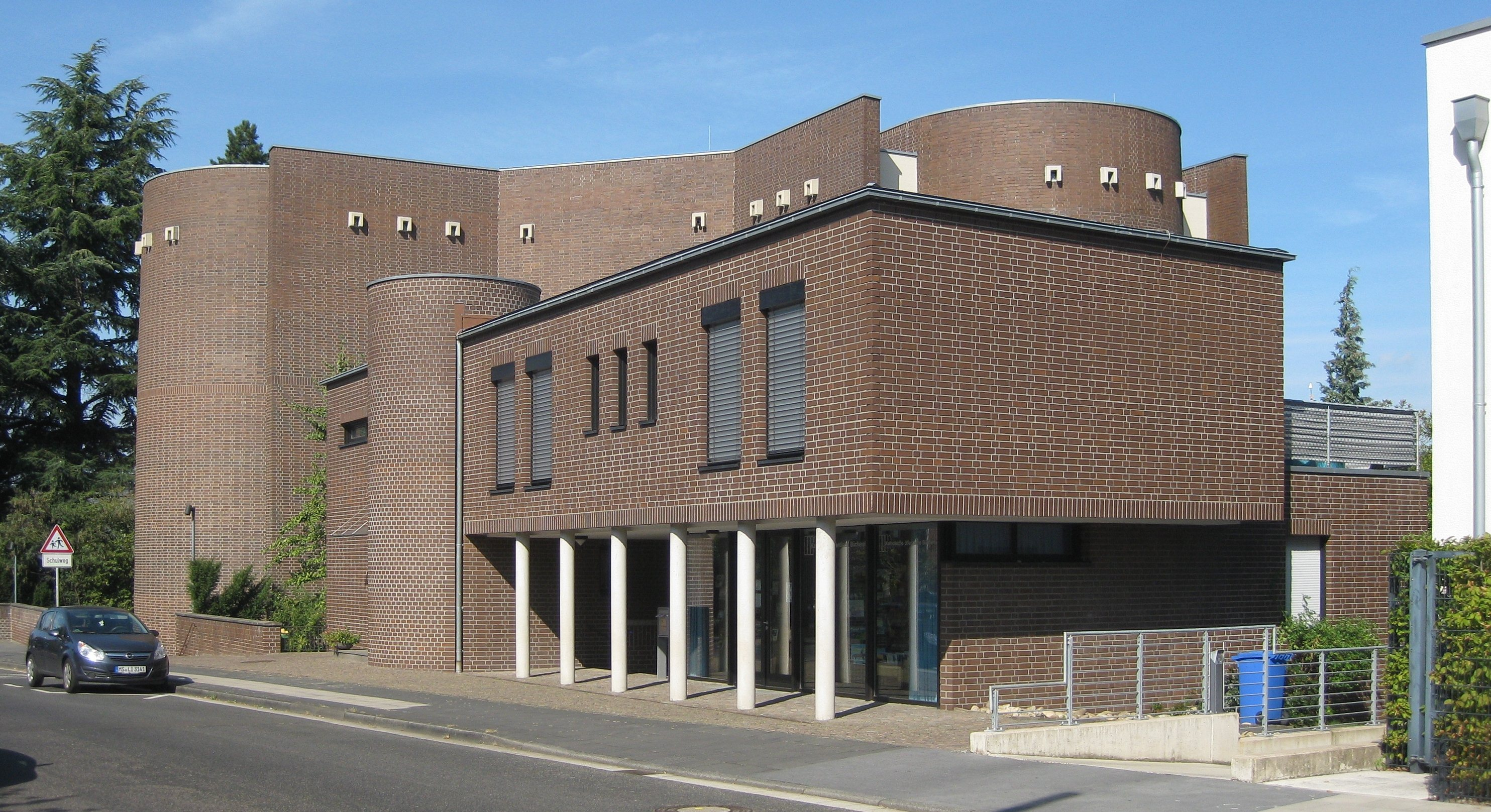
Heilig-Kreuz-Kirche in Limperich; im Vordergrund die Gemeindebücherei

Die Heilig-Kreuz-Kirche ist eine römisch-katholische Kirche in Limperich, einem Ortsteil im Bonner Stadtbezirk Beuel. Sie steht einschließlich des ehemaligen Pfarramts und des Kreuzherrenklosters als Baudenkmal unter Denkmalschutz.
Nach der Trennung von der Mutterpfarrei St. Gallus wurde Limperich am 21. Dezember 1960 selbstständige Pfarrei. Ab 1962 stand zunächst eine Notkirche für den Gottesdienst zur Verfügung. 1966 wurde mit dem Neubau der großen Pfarrkirche (im Volksmund „Limpericher Dom“) begonnen, die im April 1968 geweiht wurde. Sie ist zugleich Schulkirche für das Kardinal-Frings-Gymnasium und war bis 2005 Klosterkirche für den Kreuzherrenorden. Die Pfarrei gehört zum Pfarrverband „Zwischen Rhein und Ennert“. Geöffnet ist die Kirche jeweils zu den Gottesdiensten: dienstags 7:55 und 8.45 Uhr, mittwochs 9.00 Uhr, donnerstags 19.00 Uhr sowie sonntags 9.30 Uhr.

## Bau und Ausstattung
Mit dem Bau der Kirche (und des zugehörigen Klosters) wurde nach Plänen des Münchener Architekten Alexander von Branca am 1. Juni 1966 begonnen, am 1. November 1967 war er im Rohbau fertiggestellt. Da die Arbeiten an der Gesamtanlage von Pfarrzentrum, Kirche und dem Kreuzherrenkloster St. Odilia insgesamt etwa zehn Jahre in Anspruch nahmen, erfolgte die Kirchweihe erst am 17. September 1977. Das Kirchengebäude wurde – gemäß dem Patronat – in Kreuzform errichtet. In der Mitte, im Schnittpunkt der Kreuzarme, befindet sich der Altar, die Enden der Kreuzarme werden durch halbrunde Conchen abgeschlossen. Die Kirchenbänke gruppieren sich von drei Seiten um den Altar. Das Gotteshaus bietet 450 Sitz- und ebenso viele Stehplätze. 
Die nördliche Conche beherbergt eine barocke Marienstatue. Die Kirche ist flach gedeckt, ebenso die niedrigen Sakristeianbauten. Unter dem Chorraum befindet sich die dreischiffige Krypta, die für die wöchentlichen Schulmessen sowie zu besonders gestalteten Gottesdiensten in der Advents- und Fastenzeit genutzt wird. Als Baumaterial wurde (innen wie außen) dominierend Backstein und Beton verwendet. Durch ihre gewaltige Größe (Innenraum mehr als 9.000 m³) und ihre schlichte Inneneinrichtung strahlt die Kirche Würde und Erhabenheit aus. Zum Bauensemble gehören (im selben Baustil errichtet) das Pfarrhaus, das Pfarrheim, das Kloster des Kreuzherrenordens (bewohnt bis Juli 2005) und der Kirchturm.
In der östlichen Conche befinden sich der Chorraum mit Chorgestühl und Tabernakel. 

### Orgel
Die westliche Conche (ursprünglich Taufkapelle) beherbergt die 1907 in England von James Jepson Binns erbaute Orgel, die 2007 von Orgelbau Schulte komplett restauriert und erweitert und am 9. Februar 2007 von Weihbischof Koch geweiht wurde. 2013 wurden drei Register "Tuba" hinzugefügt, die aus einer Pfeifenreihe bestehen, mit Extensionen in die 16'- und 4'-Lage. Diese Register lassen sich frei allen anderen Werken zuordnen. Die Orgel hat 38 klingende Register auf drei Manuale und Pedal. Die Disposition lautet wie folgt:
| I Great Organ C–c4 |                      |        |     |
| 1.                 | Double Open Diapason | 16′    |     |
| 2.                 | Open Diapason No. 1  | 08′    |     |
| 3.                 | Open Diapason No. 2  | 08′    |     |
| 4.                 | Orchestral Flute     | 08′    |     |
| 5.                 | Principal            | 04′    |     |
| 6.                 | Harmonic Flute       | 04′    |     |
| 7.                 | Fifteenth            | 02′    |     |
| 8.                 | Mixture IV           | 02 ⁄3′ | (n) |
| 9.                 | Trumpet              | 08′    |     |

| II Choir Organ C–c4 |                |        |
| 10.                 | Gedact         | 8′     |
| 11.                 | Dulciana       | 8′     |
| 12.                 | Gamba          | 8′     |
| 13.                 | Harmonic Flute | 4′     |
| 14.                 | Nazard         | 2 ⁄3′  |
| 15.                 | Piccolo        | 2′     |
| 16.                 | Tierce         | 1 3⁄5′ |
| 17.                 | Clarionet      | 8′     |
|                     | Tremulant      |        |

| III Swell Organ C–c4 |                      |     |     |
| 18.                  | Open Diapason        | 08′ |     |
| 19.                  | Lieblich Gedackt     | 08′ |     |
| 20.                  | Gamba                | 08′ |     |
| 21.                  | Sylvestrina          | 08′ |     |
| 22.                  | Sylvestrina Celestes | 08′ |     |
| 23.                  | Geigen Principal     | 04′ |     |
| 24.                  | Flautina             | 02′ | (n) |
| 25.                  | Mixtur III           | 02′ |     |
| 26.                  | Contra Oboe          | 16′ |     |
| 27.                  | Cornopean            | 08′ |     |
| 28.                  | Oboe                 | 08′ | (h) |
|                      | Tremulant            |     |     |

| Pedal C–f1 |               |     |     |
| 29.        | Harmonic Bass | 32′ |     |
| 30.        | Open Diapason | 16′ |     |
| 31.        | Bourdon       | 16′ |     |
| 32.        | Octave        | 08′ |     |
| 33.        | Flute         | 08′ |     |
| 34.        | Trombone      | 16′ | (n) |
| 35.        | Trumpet       | 08′ | (n) |

| Hochdruckregister C–c4 |                    |     |     |
| 36.                    | Tuba (Ext. Nr. 37) | 16′ | (N) |
| 37.                    | Tuba               | 08′ | (N) |
| 38.                    | Tuba (Ext. Nr. 37) | 04′ | (N) |

- Koppeln

Nomalkoppeln: II/I, III/I, III/II, I/P, II/P, III/P; Tuba an I, an II, an III, an P
Suboktavkoppeln: III/I, III/III
Superoktavkoppeln: III/I, III/III
- Anmerkungen

(n) = neu hinzugefügtes Register
(h) = neu hinzugefügtes, aber historisches Register (Binns)
(N) = 2013 neu hinzugefügtes Register

### Glocken
Der Turm beherbergt vier Bronzeglocken von der Glockengießerei Mabilon, die im sogenannten Griesbacher'schen Idealquartett disponiert sind.
Dabei wurde auf eine Abstimmung mit dem benachbarten Geläut der evangelischen Kirche (b1−des2−es2−f2) geachtet.
| Nr. | Name         | Gussjahr | Gießer, Gussort                   | Durchmesser (mm) | Masse (kg) | Schlagton (HT-1/16) | Inschrift                        |
| 1   | Heilig Kreuz | 1967     | Glockengießerei Mabilon, Saarburg | 1.350            | 1.440      | es1 −5              | PER CRUCEM AD LUCEM              |
| 2   | Maria        | 1967     | Glockengießerei Mabilon, Saarburg | 1.104            | 825        | ges1 −5             | SANCTA MARIA INTERCEDE PRO NOBIS |
| 3   | Odilia       | 1967     | Glockengießerei Mabilon, Saarburg | 982              | 590        | as1 −5              | SANCTA ODILIA ORA PRO NOBIS      |
| 4   | Adelheid     | 1967     | Glockengießerei Mabilon, Saarburg | 826              | 340        | ces2 −5             | SANCTA ADELHEIDIS PROTEGE NOS    |